# Gummibereifter Portalkran

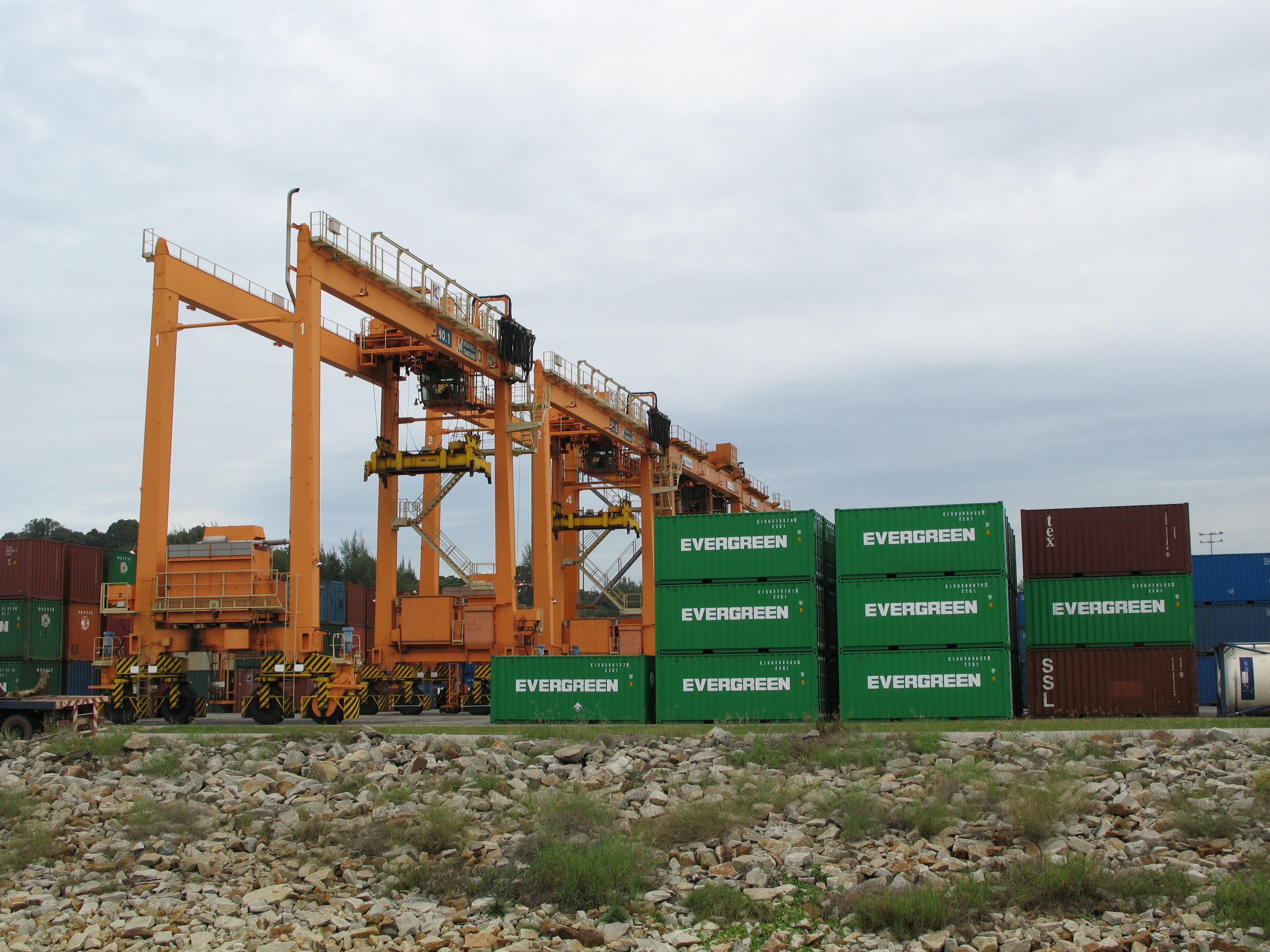
Containerdepot im Hafen von Kuantan mit einem RTG

Ein gummibereifter Portalkran (englisch rubber tyred gantry crane, kurz RTG) ist ein mobiler Portalkran auf Rädern, der in Containerterminals zum Umschlag und Stapeln von intermodalen Ladeeinheiten, wie z. B. ISO-Container, eingesetzt wird. Die Reifen können um 90° gedreht werden, sodass der Kran flexibel in Längs- und Querrichtung verfahren werden kann und somit in der Lage ist, die Containergassen zu wechseln.
Gummibereifte Portalkrane überspannen im Gegensatz zu Portalhubwagen in der Regel 6 bis 9 Containerbreiten (Spuren) plus ein bis zwei Lkw-Spuren, die für den Containerumschlag reserviert sind. Es können in der Regel 5+1 oder 6+1 Containerlagen gestapelt werden, d. h. die oberste Containerlage bleibt für den Containerumschlag leer. Angetrieben werden sie von Dieselmotoren, wobei sich in den letzten Jahren ein starker Trend zur Elektrifizierung mittels Schleifleitungen abzeichnet. Man spricht dann von E-RTG. Zum Wechseln der Gassen bedienen sich auch E-RTG eines Dieselmotors.
Gummibereifte Portalkräne wurden in den USA bereits in den 1960er Jahren eingesetzt.

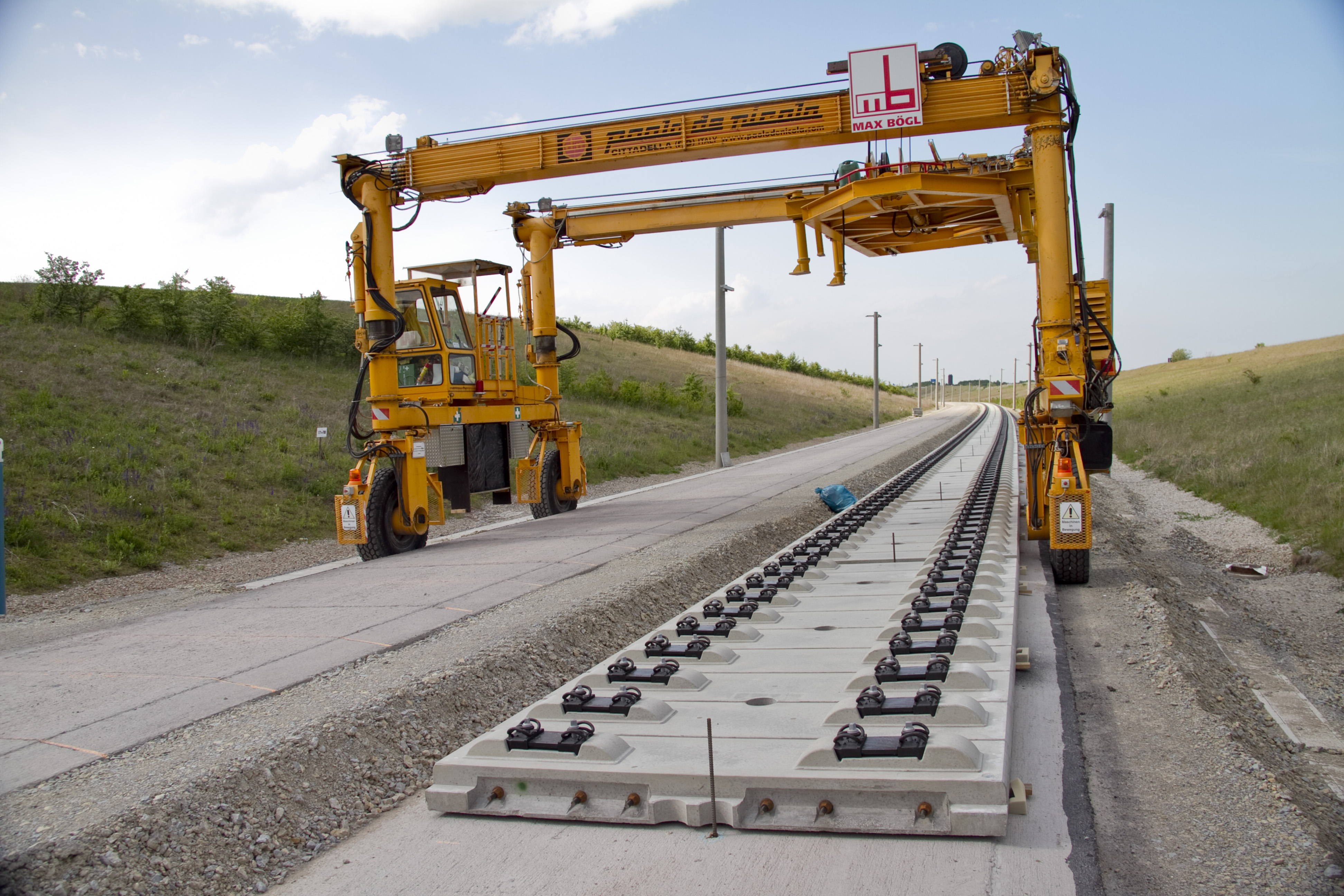
Positionierung einer festen Fahrbahn mittels RTG

Neben dem Containerumschlag werden RTGs auch in der Industrie oder auf Baustellen eingesetzt. Zu den Einsatzgebieten gehören die Montage von großen Fertigungskomponenten und das Positionieren von Pipeline- oder Feste-Fahrbahn-Elementen.